# Bataille du cap Dungeness
Pour les articles homonymes, voir Dungeness.
Deuxième guerre anglo-néerlandaise
Batailles
- Lowestoft
- Vågen
- Quatre Jours
- North Foreland
- Vliestromm
- Cap Dungeness
- Medway

La bataille du cap Dungeness est une bataille navale qui a eu lieu le 28 septembre 1666. Elle oppose, dans le cadre de la deuxième guerre anglo-néerlandaise (1665-1667), une flotte franco-hollandaise à une flotte anglaise supérieure en nombre. Elle s'achève par une victoire anglaise.

## Contexte
La bataille du cap Dungeness a lieu pendant la deuxième Guerre anglo-hollandaise (1665-1667). Un court conflit qui oppose le royaume d'Angleterre aux Provinces-Unies, à propos des possessions coloniales des deux pays, qui a lieu en Europe et aux Antilles. La France et le Danemark sont alliés aux Provinces-Unies.

## Combat
Le 13 septembre 1666 s'est faite près de Belle-Île la jonction de l'escadre du duc de Beaufort, venant de Méditerranée, et de celle de Duquesne, qui revient de conduire à Lisbonne Marie-Françoise-Élisabeth de Savoie, nouvelle reine du Portugal. Louis XIV presse cette flotte de gagner le Pas de Calais pour venir en aide à ses alliés hollandais. L'escadre française ne doit cependant pas s'exposer tant qu'elle n'a pas rejoint celle de Ruyter.
En cette période d'équinoxe, la tempête disperse les navires français avant même le passage d'Ouessant : la plus grande partie de l'escadre, avec le duc de Beaufort, décide de relâcher à Dieppe puis, y apprenant que les Anglais occupent le Pas de Calais, se replie sur Brest.
Huit autres navires (Le Rubis, Le Ville de Rouen, Le Saint-Antoine, Le Mazarin, Le Bourbon, Le Mercœur, Le Dragon et Le Triomphe) ne reçoivent pas cet ordre et poursuivent leur route vers le nord, se choisissant Gilles de La Roche-Saint-André, commandant du Rubis, pour chef d'escadre.
A la hauteur de Calais, ils aperçoivent des navires au mouillage. Leurs pavillons blancs font penser qu'il s'agit des Français. Mais il s'agit de l'escadre anglaise de Thomas Allen, bien supérieure en nombre. Dépourvue de vents favorables, la flotte française est vite prise à partie. Le Rubis, qui a essuyé une bordée de canon dans sa mature, perd ses voiles.
Le Bourbon, capitaine de Rabesnières-Treillebois, et Le Mazarin, capitaine Villepars, après un violent combat contre six navires anglais, réussissent, en mauvais état, à décrocher, à fausser compagnie aux Anglais et à regagner Le Havre. Ils y sont rejoints par Le Mercœur, capitaine de Thurelle, et le Prins te Paard, capitaine Verburg. L'Oms et le Roetering sont contraints de se jeter sur la côte. Entouré par trois vaisseaux anglais, Le Dragon, capitaine Préaux-Mercey, réussit à en démâter deux et parvient à regagner Dieppe avec Le Triomphant, qui lui aussi s'en sort bien.
Les Anglais parviennent seulement à capturer Le Rubis, capitaine Gilles de La Roche-Saint-André, sur qui s'est fixé l'ennemi. Ce dernier tient tête pendant sept heures à neuf vaisseaux et fait quarante victimes à bord du HMS Dingby. Ayant lui-même 116 hommes hors de combat, La Roche Saint-André finit par abaisser son pavillon pour épargner les survivants d'un massacre. Les pertes sont importantes des deux côtés.

## Conséquences
Sa belle conduite vaut à Gilles de La Roche Saint-André d'être présenté au Roi d'Angleterre, qui n'a pas oublié que ce capitaine avait combattu à Lisbonne pour la défense de son cousin le Prince Rupert du Rhin lorsque celui-ci s'y était réfugié en 1650. Charles II ordonne sa libération immédiate et son rapatriement en France. Le duc d'York lui offre une épée. Pour ne pas être en reste, Louis XIV lui accorde une nouvelle commission de chef d'escadre le 27 août 1667. Les autres prisonniers français sont également bien traités et seront échangés contre des prisonniers anglais.

## Sources et bibliographie
- Jean-Claude Castex, Dictionnaire des batailles navales franco-anglaises, Laval (Canada), éditions Presses Université de Laval, 2004 (ISBN 2-7637-8061-X, lire en ligne), p. 79-80
- Bibliothèque Nationale, Mélanges de Colbert 141, Correspondance de Colbert d’octobre 1666, f° 309.